# 陳瑞蓮
陳瑞蓮（1971年6月2日—）是一名臺灣舉重選手，畢業於國立體育學院運動技術學系，目前是臺北市立體育學院助理教授。她曾獲得「1998年世界舉重錦標賽」、「1998年世界舉重錦標賽 – 女子63公斤級」金牌及「1999年世界舉重錦標賽 – 女子63公斤級」金牌，同時以總和240公斤打破世界紀錄。